# Obleganje Savage's Old Fields
Obleganje Savage's Old Fields (znano tudi kot prvo obleganje Ninety Six, 19.–21. november 1775) je bil spopad med patriotskimi in lojalističnimi silami v zalednem mestu Ninety Six v Južni Karolini, zgodaj v ameriški revolucionarni vojni. To je bil prvi večji konflikt v Južni Karolini v vojni, pred njim so bili zasegi brez prelitja krvi več vojaških utrdb v provinci.
Patriotske sile pod poveljstvom majorja Andrewa Williamsona so bile poslane na območje, da bi pridobile pošiljko smodnika in streliva, namenjenega Cherokeejem, ki so jo zasegli lojalisti. Williamsonova sila, ki je štela več kot 500 mož, je postavila utrjeno trdnjavo blizu Ninety Six, kjer jo je obkolilo okoli 1.900 lojalistov.
Ker vojna v zgodnjih dneh in partizanske vojne v južnem zaledju še ni postala tako brutalna, kot je bila pozneje v vojni, je bilo obleganje izvedeno površno in je bilo dejansko pat pozicija. Po dveh dneh so se lojalisti umaknili. Ubitih je bilo 4 lojalistov, 20 pa ranjenih. Patrioti so izgubili le 1 vojaka, 12 drugih pa je bilo ranjenih. Patrioti so se prav tako umaknili proti obali, vendar je velika patriotska odprava kmalu zatem povzročila aretacijo ali pobeg večine lojalističnega vodstva.

## Ozadje
Ko se je aprila 1775 v Massachusettsu začela ameriška revolucionarna vojna, se je svobodno prebivalstvo province Južne Karoline razdelilo v svoji reakciji. Mnogi angleški obalni prebivalci so bili nevtralni ali pa so podpirali upor, medtem ko so je znatno število prebivalcev zaledja, od katerih so bili mnogi nemški in škotski priseljenci, revoluciji uprlo. Lojalistično razpoloženje v zaledju je obvladoval Thomas Fletchall, glasen in aktiven nasprotnik patriotskih poskusov upora kralju in parlamentu. Do avgusta 1775 so se napetosti med patrioti in lojalisti v provinci stopnjevale do te mere, da sta obe strani zbrali precejšnje milice.
Dogodki so bili dolgo časa večinoma nenasilni, čeprav so bili izolirani primeri mazanja s katranom in perjem, vendar so bile napetosti visoke, saj sta se obe strani borile za nadzor nad strelivom. Svet za varnost (ameriška revolucija) je v začetku avgusta poslal Williama Henryja Draytona in reverenda Williama Tennenta III v Ninety Six, da bi zbrala patriotsko podporo in zatrla naraščajočo lojalistično podporo v zaledju. Draytonu je septembra uspelo izpogajati negotovo premirje s Fletchallom.
15. septembra je patriotska milica zavzela Fort Johnson, glavno utrdbo, ki je gledala na pristanišče Charleston v Južni Karolini. Guverner Lord William Campbell je razpustil provincialno skupščino in se, v strahu za svojo osebno varnost, zatekel na vojno ladjo Kraljeve mornarice "HMS| Tamar". To je pustilo patriotski Svet za varnost v nadzoru nad provincialno prestolnico. Svet je začel izboljševati in širiti obalne obrambe Charlestona; sčasoma je to kulminiralo v brezprekrvni izmenjavi topovskega ognja med patriotskimi položaji in ladjami Kraljeve mornarice v pristanišču 11. in 12. novembra.
Zadeve so se stopnjevale tudi po tem, ko so lojalisti oktobra zasegli pošiljko smodnika in streliva, ki jo je poslal "Svet za varnost" in je bila namenjena plemenu Cherokee. Svet se je odzval z organizacijo obsežne odprave za pridobitev streliva. 8. novembra je glasoval za pošiljanje polkovnika Richarda Richardsona, poveljnika milice (Camden), da pridobi pošiljko in aretira lojalistične voditelje.

## Obleganje
Medtem ko je Richardson zbiral svoje sile, je major Andrew Williamson, ki je že rekrutiral v zaledju, izvedel za zaseg smodnika. V Ninety Six je prispel zgodaj 19. novembra s 560 možmi. Ker je ugotovil, da je majhno mesto slabo obranljivo, je postavil tabor na plantaži Johna Savagea, kar je omogočilo strelno polje za tri vrtljivi topove. Začel je utrjevati tabor, naročil je gradnjo improvizirane palisade. Lojalistično rekrutiranje je bilo uspešnejše: Williamson je izvedel, da stotnik Patrick Cuningham in major Joseph Robinson vodita veliko lojalistično silo (ocenjeno na približno 1.900 mož) proti Ninety Six. Na vojnem svetu tistega dne so patriotski voditelji odločili, da ne bodo odkorakali, da bi se soočili z lojalisti. Lojalisti so prispeli naslednji dan in obkolili patriotski tabor.
Voditelji obeh frakcij so se pogajali o koncu zastoja, ko so lojalisti zunaj palisade zajeli dva patriotska pripadnika milice. To je sprožilo streljanje, ki je trajalo približno dve uri. Naslednje jutro sta se strani ponovno začeli streljati na dolge razdalje. Lojalisti so poskušali zanetiti požare, ustvarjajoč dimno zaveso, ki bi jo lahko uporabili za približevanje palisadi. Ta poskus je bil preprečen zaradi mokrih tal. Lojalisti so nato zgradili velik lesen ščit, za katerim so poskušali približati vnetljive snovi utrdbi, vendar jim je uspelo le »[zanetiti] ogenj lastnemu stroju«, po enem poročilu, in ni bil odporen proti patriotskim puškam.
Popoldne 21. novembra so patrioti imeli vojni svet, na katerem so se odločili za izpad tisto noč. Pripravljali so se na to akcijo ob sončnem zahodu, ko se je približal lojalist z zastavo za pogajanja. V razpravi ni bilo odločeno nič, razen dogovora o srečanju naslednje jutro. Na tem srečanju so se lojalisti strinjali, da se umaknejo čez reko Saluda, patrioti pa so se strinjali, da uničijo utrdbo. Obe strani sta morali vrniti ujetnike, zajete od 2. novembra, in si ne smeta ovirati medsebojnih komunikacij s svojimi političnimi voditelji. Patriotski voditelji so morali tudi predati svoje vrtljive topove, čeprav so jih vrnili tri dni kasneje. Premirje je vključevalo tudi okrepitve za obe strani, pogoje, za katere je "Svet za varnost" trdil, da ne veljajo za silo polkovnika Richardsona.

## Posledice
Razlogi, zakaj so se lojalisti odločili za pogajanja o premirju, niso znani. Guverner Campbell je lojaliste opisal kot trpeče pomanjkljivega učinkovitega vodstva, zgodovinar Martin Cann pa špekulira, da je to morda povzročila priprava ali pristop polkovnika Richardsona. Richardson je mobiliziral 2.500 mož, ki so se do konca novembra povečali na več kot 4.000. Ta sila je prečesala zaledje, aretirala ali pregnala večino lojalističnega vodstva. Kampanja se je dejansko končala 22. decembra, ko je na območje padlo 15 in (38 cm) snega. Richardsonovi možje, nepripravljeni na sneg, so se težko prebili nazaj v nižine.
Nekateri voditelji lojalistov, ki so pobegnili Richardsonovi odpravi, vključno z najpomembnejšim Thomasom Brownom, so pobegnili v Zahodna Florida, kjer so se pridružili rednim in nerednim silam, ki so služile Britancem. Ti dogodki so povzročili konec obsežne lojalistične dejavnosti v južnih Apalačih, čeprav je to, kar je bila v mnogih pogledih državljanska vojna in ne smao vijan z Britanijo, v naslednjih letih postajalo vse bolj brutalno. Ninety Six je po obleganju Charlestona leta 1780 postal britanska postojanka in je bil oblegan leta 1781 s strani sil pod poveljstvom Nathanaela Greena. Čeprav je bil Greene prisiljen prekiniti to obleganje zaradi približevanja reševalne sile, so Britanci kmalu zatem zapustili Ninety Six.

## Bojni red
Patrioti:
Poveljnik – major Andrew Williamson iz polka milice okrožja Ninety-Six.
- Polkov okrožja Ninety-Six, ki ga je vodil major Andrew Williamson z dvanajstimi znanimi četami

- Odred polka okrožja Little River, vključno s petimi znanimi četami

- Odred polka okrožja Camden, vključno z dvema znanima četama

- Odred polka okrožja New Acquisition, ki ga je vodil stotnik John Anderson z 11 možmi

- Odred polka spodnjega okrožja, ki ga je vodil stotnik Andrew Pickens s 40 možmi

- Odred Spartanskega polka, ki ga je vodil stotnik John Lisle, ml. z neznanim številom mož

- Neodvisna četa rangerjev, ki jo je vodil stotnik John Bowie z neznanim številom mož

- Neodvisna četa rangerjev, ki jo je vodil stotnik Benjamin Tutt s 34 možmi

- Neodvisna četa rangerjev, ki jo je vodil stotnik Ezekiel Polk z neznanim številom mož

- Odred 3. polka Južne Karoline (Rangerji), ki ga je vodil major James Mayson s sedmimi znanimi četami

- Prvi polk milice okrožja Rowan (NC), ki sta ga vodila polkovnik Griffith Rutherford in podpolkovnik Francis Locke Sr., z vsaj sedmimi znanimi četami

- Odred milice Georgie, ki ga je vodil stotnik Jacob Colson z 18 možmi

Britanci/Lojalisti:
- 1.892 lojalistov, ki jih je vodil major Joseph Robinson – milica lojalistov okrožja Ninety-Six, polk New Acquisition s petnajstimi znanimi četami